# Csaba Kuttor
Csaba Kuttor (* 19. August 1975 in Miskolc) ist ein ehemaliger ungarischer Triathlet, Vize-Weltmeister Aquathlon (2004) und zweifacher  Olympionike (2000, 2008).

## Werdegang
Bei der Erstaustragung von Triathlon-Bewerben bei den Olympischen Sommerspielen 2000 in Australien belegte der damals 24-Jährige den 30. Rang.
Im Mai 2004 wurde er Vize-Weltmeister Aquathlon und im Juli Sechster bei der Triathlon-Staatsmeisterschaft Triathlon.
Csaba Kuttor war 2004 zum zweiten Mal für die Olympischen Sommerspiele nominiert, musste aber krankheitsbedingt auf einen Start verzichten.
2008 belegte er den 47. Rang bei den Olympischen Spielen in Peking.
2015 und erneut 2016 wurde Csaba Kuttor in Lissabon Europameister der Altersklasse 40–44 auf der Sprintdistanz (750 m Schwimmen, 20 km Radfahren und 5 km Laufen).
Im Juni 2019 wurde der damals 43-Jährige in den Niederlanden auf der Triathlon-Kurzdistanz (1,5 km Schwimmen, 40 km Radfahren und 10 km Laufen) Vize-Europameister der Altersklasse 40–44.
Seit 2019 tritt Csaba Kuttor nicht mehr international in Erscheinung.

## Sportliche Erfolge
| Datum/Jahr    | Rang | Wettbewerb                                       | Austragungsort        | Zeit     | Bemerkung                                                                                              |
| ------------- | ---- | ------------------------------------------------ | --------------------- | -------- | --- |
| 2. Juni 2019  | 2    | ETU Triathlon European Championship 40–44        | Weert                 | 02:01:38 | Vize-Europameister Amateure der Altersklasse 40–44                                                     |
| 18. Juni 2017 | 3    | ETU Triathlon European Championship 40–44        | Kitzbühel             | 02:05:17 | |
| 27. Mai 2016  | 1    | ETU Sprint Triathlon European Championship 40–44 | Lissabon              | 01:02:27 | Europameister Amateure in der Altersklasse 40–44                                                       |
| 10. Juli 2015 | 1    | ETU Sprint Triathlon European Championship 40–44 | Genf                  | 01:04:37 | Europameister Amateure in der Altersklasse 40–44                                                       |
| 5. Juli 2014  | 6    | HUN Triathlon National Championships             | Balassagyarmat        | 01:47:17 | Triathlon-Staatsmeisterschaft                                                                          |
| 1. Juli 2013  | 5    | HUN Triathlon National Championships             | Balatonfured          | 01:50:03 | |
| 19. Aug. 2008 | 47   | Olympische Sommerspiele 2008                     | Peking                | 01:55:53 | |
| 26. Aug. 2004 | DNS  | Olympische Sommerspiele 2004                     | Athen                 | –        | Krankheit                                                                                              |
| 16. Sep. 2000 | 30   | Olympische Sommerspiele 2000                     | Sydney                | 01:51:05 | |
| 4. Juli 1998  | 14   | ETU Triathlon European Championships             | Velden am Wörther See | 01:53:02 | Triathlon-Europameisterschaft auf der Kurzdistanz (1,5 km Schwimmen, 40 km Radfahren und 10 km Laufen) |

| Datum/Jahr    | Rang | Wettbewerb                                 | Austragungsort | Zeit     | Bemerkung                                       |
| ------------- | ---- | ------------------------------------------ | -------------- | -------- | ----------------------------------------------- |
| 30. Apr. 2016 | 9    | HUN Sprint Duathlon National Championships | Káptalantóti   | 00:55:09 | Ungarische Meisterschaft Duathlon Sprintdistanz |

| Datum/Jahr  | Rang | Wettbewerb                        | Austragungsort | Zeit     | Bemerkung                  |
| ----------- | ---- | --------------------------------- | -------------- | -------- | -------------------------- |
| 5. Mai 2004 | 2    | ITU Aquathlon World Championships | Madeira        | 00:29:48 | Vize-Weltmeister Aquathlon |

(DNF – Did Not Finish; DNS – Did Not Start)